# Campeonato Maranhense Segunda Divisão 2019
In 2019 werd het 21ste Campeonato Maranhense Segunda Divisão gespeeld voor clubs uit Braziliaanse staat Maranhão. De competitie werd gespeeld van 18 augustus tot 5 oktober en werd georganiseerd door de FMF. Juventude werd kampioen.

## Eerste fase

### Groep A
| Plaats | Clu              | Wed. | W | G | V | Saldo | Ptn. |
| ------ | ---------------- | ---- | - | - | - | ----- | ---- |
| 1.     | Boa Vontade      | 4    | 3 | 1 | 0 | 5:2   | 10   |
| 2.     | Atlético Bacabal | 4    | 2 | 2 | 0 | 5:3   | 8    |
| 3.     | Bacabal          | 4    | 1 | 2 | 1 | 2:2   | 5    |
| 4.     | ITZ Sport        | 4    | 1 | 0 | 3 | 9:6   | 3    |
| 5.     | Balsas           | 4    | 0 | 1 | 3 | 1:9   | 1    |

|  | Geplaatst voor tweede fase |

### Groep B
| Plaats | Clu         | Wed. | W | G | V | Saldo | Ptn. |
| ------ | ----------- | ---- | - | - | - | ----- | ---- |
| 1.     | Chapadinha  | 4    | 3 | 1 | 0 | 17:2  | 10   |
| 2.     | Juventude   | 4    | 2 | 2 | 0 | 13:2  | 8    |
| 3.     | Timon       | 4    | 1 | 2 | 1 | 7:4   | 5    |
| 4.     | Viana       | 4    | 1 | 0 | 3 | 2:16  | 3    |
| 5.     | Expressinho | 4    | 0 | 1 | 3 | 3:18  | 1    |

|  | Geplaatst voor tweede fase |

### Tweede fase
In de halve finale wordt slechts één wedstrijd gespeeld, bij gelijkspel worden er strafschoppen genomen, tussen haakjes weergegeven. 
|  | halve finale     | halve finale | halve finale | halve finale |  |            | finale | finale | finale | finale |
|  |                  |              |              |              |  |            |        |        |        |        |
|  |                  |              |              |              |  |            |        |        |        |        |
|  | Boa Vontade      | 2            |              | 2            |  |            |        |        |        |        |
|  | Juventude        | 3            |              | 3            |  |            |        |        |        |        |
|  |                  |              |              |              |  | Juventude  | 2      | 3      | 5      |        |
|  |                  |              |              |              |  | Chapadinha | 1      | 1      | 2      |        |
|  | Chapadinha       | 2            |              | 2 (3)        |  |            |        |        |        |        |
|  | Atlético Bacabal | 2            |              | 2 (4)        |  |            |        |        |        |        |

## Kampioen
| Campeonato Maranhense de 2019 - Segunda Divisão |
| Maranhão                                        |
| ----------------------------------------------- |
| JUVENTUDE Kampioen (1° titel)                   |